# Žermanická přehrada
Žermanická přehrada je údolní nádrž na řece Lučině u Žermanic. Byla vybudována v letech 1951 až 1958 pro zásobení ostravského průmyslu provozní vodou. Na hráz bylo spotřebováno 116 600 m³ betonu. Je dlouhá 314 m a vysoká 38 m. Vodní plocha zabírá 248 ha a celkový objem přehrady činí 25 300 000 m³ vody. Maximální hloubka je 28 m. V důsledku stavby přehrady byly zatopeny vesnice Horní a Dolní Soběšovice. Při stavbě přehrady vznikla přírodní památka Žermanický lom, ten byl v roce 1992 vyhlášen přírodní památkou.

## Vodní režim
Nedostatečná vodnost vlastní Lučiny si vyžádala vybudování přivaděče Morávka-Žermanice z řeky Morávky, který byl dokončen v roce 1959. Systém vodohospodářských děl v povodí Morávky a Lučiny doplnila později vybudovaná nádrž na Morávce.

## Využití
Účelem vodního díla Žermanice je zásobení podniků v ostravském regionu provozní vodou, dále pak nalepšování průtoků v toku pod přehradou a výroba elektrické energie. Slavnostně zprovozněna byla 8. listopadu 1958 a zpočátku dodávala vodu ostravské Nové huti a papírně ve Vratimově.. Vodní nádrž slouží také jako zásobárna pro Biocel Paskov, je vhodná a hodně využívána k rekreaci, ke koupání, k vodním sportům a rybaření. V nádrži žije spousta druhů ryb, je zde možno ulovit tradičního kapra nebo cejna, ale i velké štiky a candáty, líny, úhoře, okouny, tlouště, ostroretky, amury, boleny, v horní části nádrže i pstruhy. 
Přehrada je bohatým rekreačním zázemím ostravské aglomerace. V okolí jsou postaveny četné soukromé chaty a hotely, tábořiště, autokempink a několik restauračních zařízení. V blízkém okolí se nachází na rozloze 1,95 ha opuštěný a částečně zatopený těšinitový lom se vzácnou flórou a faunou.. Hranici přehrady tvoří obce Lučina, Dolní Domaslavice, Soběšovice a Žermanice.